# 佐藤あいり (タレント)
佐藤 あいり（さとう あいり、1996年10月1日 - ）は、日本の女優、グラビアアイドル。HIGH KICK LLC.に所属していた。

## 略歴
2017年、講談社「ミスマガジン2018」で審査員特別賞を受賞。福岡ソフトバンクホークスの鷹ガール2018選出。
2020年、「8頭身美女」としてグラビアアイドルとして活動し、女優としてテレビドラマ、そしてUVERworld、天月－あまつき－などのミュージックビデオに出演など多方面で活躍している。。
2021年の『全裸監督2』では桜樹ルイをイメージしたAV女優・咲良夢梨亜役を演じ、トップレスヌードを披露した。。
2022年以降の芸能活動の実態はなく、事実上引退状態となっている。2022年5月時点では所属事務所に公式プロフィールが掲載されていたが、2023年10月の時点では既に削除されており、フリーランスとなった模様。
但し、現在でも個人Instagramは時折更新しており、芸能界を完全に引退しているわけではない模様。

## 人物
ニックネームはあいりちゃん、あいりまん。身長はミスマガジン参加時は165センチであったが、2020年現在167センチと発表されている。スリーサイズはB85・W60・H88。特技は宮崎弁の早口言葉、体が柔らかい。

## 出演

### テレビドラマ
- Heaven?（2019年、TBS）
- グランメゾン東京（2019年、TBS）
- 磯野家の人々～20年後のサザエさん～（2019年、フジテレビ）
- ねぇ先生、知らないの?（2019年、毎日放送）
- ハル〜総合商社の女〜（2019年、TBS）桑原しおり役
- おカネの切れ目が恋のはじまり（2020年、TBS）今野美香役[10]
- この恋あたためますか（2020年、TBS）
- リコカツ（2021年、TBS）
- 日本沈没-希望のひと- 第4・5・9話（2021年、TBS）- 未来推進会議メンバー 役

### ウェブドラマ
- 全裸監督シーズン2（2021年、Netflix）咲良夢梨亜役

### MV
- 天月「プレゼント」
- UVER world「First Sight」
- TK from 凛として時雨「Dramatic Slow Motion(Reconstructed 2020）」
- 玉森裕太（Kis-My-Ft2）「Share Love」

### CM
- 鹿児島銀行 Payどん（2021年）